# One Eye to Morocco
One Eye to Morocco е солов рок албум на вокала на Дийп Пърпъл Иън Гилън, издаден през 2009 г. Материалът в албума е написан по време на почивката на Дийп Пърпъл по време на световното им турне през 2008 г. Албумът е записван в периода март – юни 2008 г., и излиза на пазара на 6 март в Европа и на 31 март в САЩ.
Гилън разказва, че докато бил в еврейския квартал в Краков и слушал истории за Оскар Шиндлер, гласът притихнал, след което отново възвърнал силата си с думите "Ей Иън, имаш едно око за Мароко". Това бил Томи Джиубински. Иън не разбирал значението на този полски идиом, докато не чул цялата фраза: "Да имаш едно око за Мароко и едно за Кавказ". Идиомът описва човек, който постоянно се озърта. Тази фраза вдъхновила Гилън за заглавието на албума.
През пролетта на 2008 г., Дийп Пърпъл правят почивка по време на световното си турне, тъй като майката на Роджър Глоувър починала. Гилън се прибрал в Бъфало и заедно със Стив Морз за кратко време написали тридесетина песни. Записите били осъществени в студиото Metalworks в Мисисага. Дванадесет парчета били избрани за албума, записите за който продължили само три дни. Записите били миксирани от Ник Благона, който преди това е работил с Пърпъл по албумите Perfect Strangers, The House of Blue Light и "Slaves & Masters". В записите участие взима и китариста Майкъл Лий Джаксън.
За музиката Гилън казва: "Беше съзнателно решение да избегнем рок ритъма и вероятно ще забележите отсъствието на китарни и клавишни сола – отнехме тези неща от Дийп Пърпъл."

## Състав
- Иън Гилън – вокал, хармоника
- Майкъл Лий Джаксън – китара
- Родни Епълби – бас
- Хауърд Уилсън – барабани
- Стив Морз – китара
- Джо Менона – саксофон
- Ланс Андерсон – Хамънд орган
- Джеси О'Брайън – клавишни
- Ник Али – флигорна
- Яро Яросил – чело
- The Gillanaires – беквокали